# Artis Plivda
Artis Plivda (ur. 19 maja 1985) – łotewski strongman.
Mistrz Łotwy Strongman 2010.

## Życiorys
Artis Plivda zajął drugie miejsce (po Agrisie Kazeļņiksie) w mistrzostwach Łotwy, w 2009. Zdobył mistrzostwo Łotwy w 2010, jednak w tej edycji zawodów nie wziął udziału wielokrotny mistrz Łotwy, Agris Kazeļņiks.
Mieszka w Preiļi. Pracuje jako funkcjonariusz policji.
Wymiary:
- wzrost 194 cm
- waga 155 kg

## Osiągnięcia strongman
- 2009
  - 2. miejsce – Mistrzostwa Łotwy Strongman
- 2010
  - 2. miejsce – Otwarte Mistrzostwa Łotwy Par Strongman (z Mareksem Leitisem)[3]
  - 1. miejsce – Mistrzostwa Łotwy Strongman